# Bernhard Paumgartner
Bernhard Paumgartner (* 14. November 1887 in Wien, Österreich-Ungarn; † 27. Juli 1971 in Salzburg) war ein österreichischer Dirigent, Komponist und Musikwissenschaftler, Pädagoge, Gründungsmitglied und Präsident der Salzburger Festspiele.

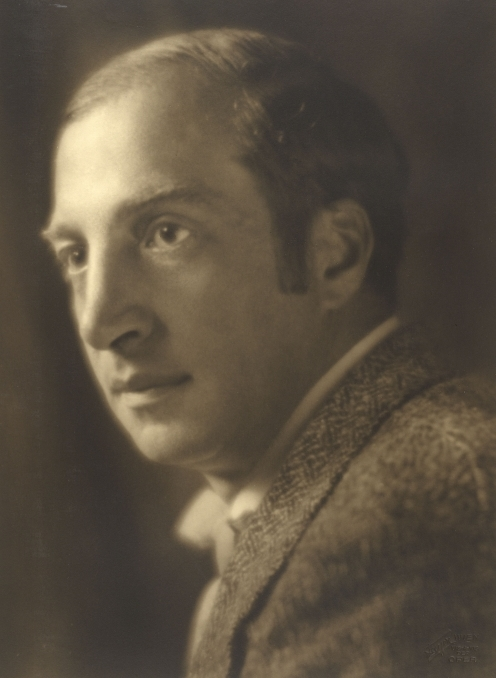
Bernhard Paumgartner, Foto von 1927 durch Georg Fayer

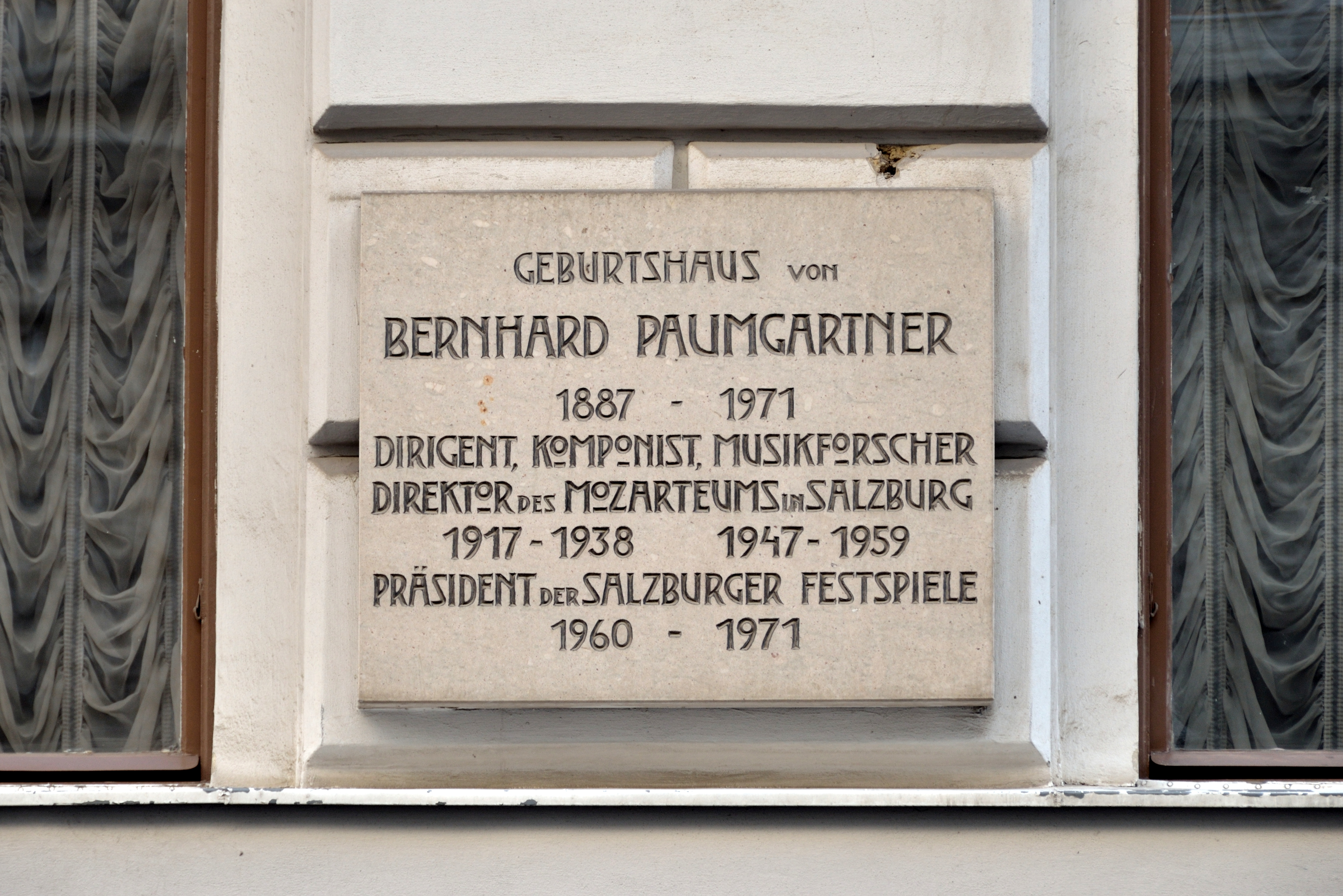
Gedenktafel an Paumgartners Geburtshaus

## Leben
Bernhard Paumgartner war der Sohn des Komponisten und Musikschriftstellers Johann Paumgartner (1844–1896) und der bekannten Sängerin Rosa Papier. Nach seiner Schulausbildung am Wiener Theresianum schloss er sein Jurastudium im Jahr 1911 mit der Promotion ab. Zudem studierte er Dirigieren, Musiktheorie und Musikgeschichte bei Bruno Walter und Eusebius Mandyczewski sowie Klavier bei R. Dienzl und Horn bei Karl Stiegler.
Bei den bis 1910 unregelmäßig stattfindenden Salzburger Musikfesten (einem Vorläufer der heutigen Salzburger Festspiele) war Paumgartner als Assistent von Gustav Mahler erstmals in Salzburg tätig, in den Jahren 1911/1912 wirkte er als Solorepetitor an der Wiener Staatsoper. Während des Ersten Weltkriegs arbeitete der aus gesundheitlichen Gründen vom Kriegsdienst befreite Paumgartner zusammen mit Felix Petyrek an der Musikhistorischen Zentrale beim k.u.k. Kriegsministerium und leitete von 1914 bis 1917 das Wiener Tonkünstler-Orchester.
1917 erfolgte Paumgartners Berufung zum Direktor des damaligen Konservatorium Mozarteum, mit dessen Ausbau und Modernisierung er begann. 1922 erfolgte die Verstaatlichung des Instituts, einhergehend mit einer Ausweitung des Lehrangebotes und damit auch einer wachsenden Reputation. Auch initiierte er die Einrichtung einer Opernschule und war maßgeblich an der Gründung der Salzburger Festspiele beteiligt, für die er auch mehrere Bühnenmusiken komponierte. Ebenfalls begründete er im Jahr 1921 die Mozart-Serenaden und stellte 1929 aus den professionellen Musikern des Mozarteumorchesters das auf Werke des 18. Jahrhunderts spezialisierte Mozart-Orchester zusammen, mit dem er Konzertreisen absolvierte, unter anderem nach London und in die Tschechoslowakei.

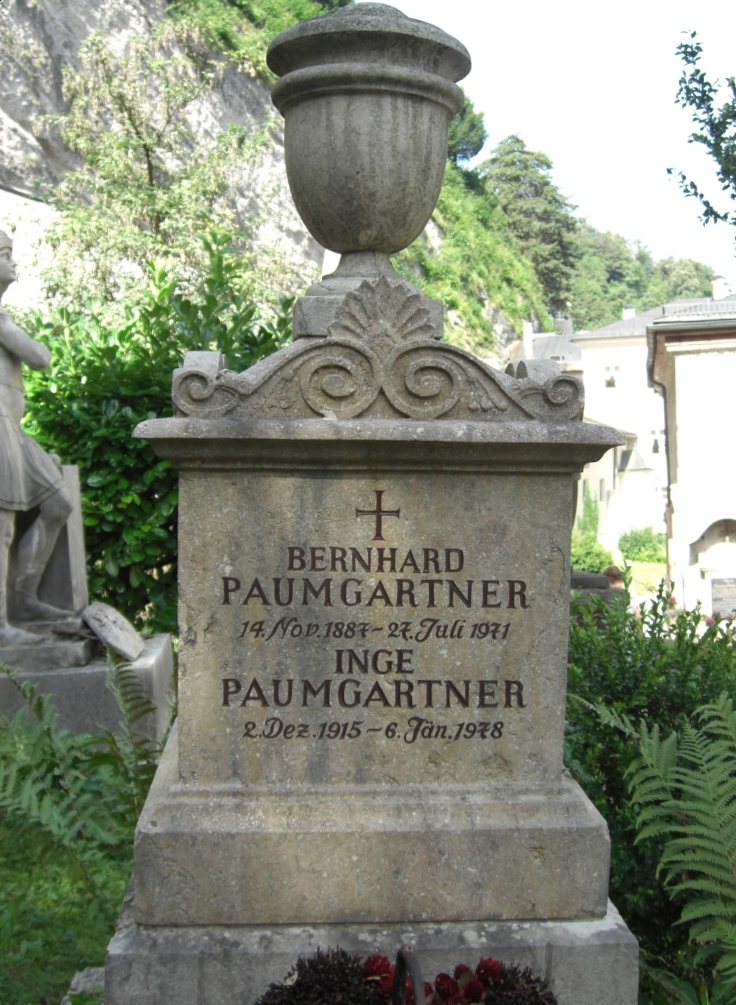
Grab von Bernhard Paumgartner auf dem Petersfriedhof in Salzburg

Von den Nationalsozialisten wurde Paumgartner nach dem Anschluss Österreichs seiner Aufgabe als Direktor des Mozarteums enthoben, weil er „wiederholt gegen nationalsozialistische Lehrende am Mozarteum vorgegangen [sei], bis sich seine Haltung nach dem ‚Anschluß‘ gedreht habe“. Von Kollegen war er als „Schädling des Salzburger Musiklebens“ diskreditiert worden. Er verbrachte die Jahre des Zweiten Weltkriegs im Rahmen eines Forschungsauftrages der Wiener Universität in Florenz. Ab 1944 lebte er in der Schweiz und unterrichtete dort in Meisterkursen.
Nach Ende des Krieges kehrte Paumgartner ans Mozarteum zurück, das er bis 1959 wieder als Direktor leitete. Während dieser Zeit baute er gemeinsam mit Eberhard Preußner die Internationale Sommerakademie Mozarteum neu auf und richtete erneut ein Opernstudio ein, das mit dem Salzburger Landestheater kooperierte und sich auch dem zeitgenössischen Musiktheater widmete.
Seit 1952 war Paumgartner Gründer und Leiter der Camerata Academica des Mozarteums Salzburg. 1953 war er Mitgründer der Association Européenne des Conservatoires, Académies de Musique et Musikhochschulen. Im selben Jahr erfolgte die Erhebung des Mozarteums zur Akademie und Paumgartners Ernennung zum Präsidenten. Nach seiner Emeritierung im Jahr 1959 wirkte er bis zu seinem Tod 1971 weiterhin als Präsident des Direktoriums der Salzburger Festspiele.
Paumgartner war auch der Lehrer und Mentor prominenter Musiker der jüngeren Generation, so insbesondere Herbert von Karajans, seinem Dirigierschüler am Mozarteum, und des Pianisten Géza Anda, der ab Beginn der 1950er Jahre in Paumgartners Mozart-Matineen auf den Salzburger Festspielen als Solist mitwirkte und dann später selbst die Camerata Academica Salzburg dirigierte.
Mit den Wiener Symphonikern und der Camerata Academica Salzburg machte Paumgartner zahlreiche Schallplattenaufnahmen, überwiegend mit Werken von Wolfgang Amadeus Mozart und Joseph Haydn. Dabei arbeitete er mit Künstlern wie Arthur Grumiaux, Clara Haskil, Paul Godwin, Fritz Neumeyer, Heinz Scholz, Maria Stader, Hilde Zadek, Rita Streich, Hermann Schey, Ilse Hollweg,  Waldemar Kmentt, Ruthilde Boesch, Teresa Stich-Randall, Erich Majkut, Walter Berry oder Léopold Simoneau zusammen. 1955 übernahm er die musikalische Leitung bei der Mozart-Verfilmung Don Juan – Opernfilm (Regie Walter Kolm-Veltée) mit den Wiener Symphonikern.
Als Komponist verfasste Bernhard Paumgartner Opern, Kantaten, Lieder und Chöre. Seine Lieder und instrumentale Kammermusik werden auch heute noch gelegentlich gespielt. Als Herausgeber veröffentlichte er 1922 Das Taghorn, eine Sammlung von Werken der Minnesänger. Er gab die Violinschule von Leopold Mozart sowie Werke von Monteverdi, Locatelli und anderen Meistern des 17. und 18. Jahrhunderts neu heraus.
Als Autor wurde er durch seine Biografien über Mozart und Bach bekannt. Beachtung fanden auch seine autobiographischen Erinnerungen.
Paumgartners sterbliche Überreste ruhen in einem Ehrengrab auf dem Petersfriedhof in Salzburg.

## Kompositionen (Auswahl)
- Das heisse Eisen, Oper (1922)
- Die Höhle von Salamanca, Oper (1923)
- Rossini in Neapel, Oper (1936)

## Publikationen (Auswahl)
- mit Alfred Rottauscher: Das Taghorn. Dichtungen und Melodien des bayrisch-österreichischen Minnesangs. Eine Neuausgabe der alten Weisen für die künstlerische Wiedergabe in unserer Zeit. Mit beigefügter Klavierbegleitung, Buchschmuck nach zeitgenössischen Werken. In drei Bänden. Stephenson, Wien 1922.[7]
- Mozart. Mit Noten- und Handschriftenproben und Illustrationen. (Biografie.) Wegweiser-Verlag, Berlin 1927.[8]
- Franz Schubert. (1. Auflage.) Atlantis-Verlag, Zürich 1943.[9]
- Johann Sebastian Bach. Leben und Werk. Band 1 (mehr nicht erschienen). Atlantis-Verlag, Zürich 1950.[10]
- Das instrumentale Ensemble. Von der Antike bis zur Gegenwart. Atlantis-Verlag, Zürich 1966.[11]

## Dokumente
Der Nachlass von Bernhard Paumgartner befindet sich im Archiv des Forschungsinstituts für Salzburger Musikgeschichte am FB Kunst-, Musik- und Tanzwissenschaft der Universität Salzburg. Ein Teil der beruflichen Nachkriegs-Korrespondenz liegt im Mozarteum in Salzburg. Einige Briefe von 1929–1947 befinden sich außerdem im Bestand des Leipziger Musikverlages C.F.Peters im Staatsarchiv Leipzig.

## Auszeichnungen
- Ernennung zum Hofrat
- 1967: Ehrenpromotion an der Philosophischen Fakultät der Universität Salzburg[12]
- 1960: Mozartmedaille durch die Mozartgemeinde Wien[13]
- 1962: Österreichisches Ehrenzeichen für Wissenschaft und Kunst
- 1963: Ehrenbürger der Stadt Salzburg
- 1963: Ring des Landes Salzburg
- 1966: Großes Bundesverdienstkreuz
- 1969: Gregoriusorden
- Benennung der Verkehrsfläche Bernhard-Paumgartner-Weg im Mirabellgarten, Salzburg